# Gran Premi de Mònaco del 1979
Resultats del Gran Premi de Mònaco de Fórmula 1 de la temporada 1979, disputat al circuit urbà de Montecarlo el 27 de maig del 1979.

## Resultats de la cursa
| Pos | No | Pilot                  | Equip                | Voltes | Temps/ Retir. | Pos. de sort. | Punts |
| --- | -- | ---------------------- | -------------------- | ------ | ------------- | ------------- | ----- |
| 1   | 11 | Jody Scheckter         | Ferrari              | 76     | 1h 55' 22. 48 | 1             | 9     |
| 2   | 28 | Clay Regazzoni         | Williams - Ford      | 76     | + 0.44 s      | 16            | 6     |
| 3   | 2  | Carlos Reutemann       | Lotus - Ford         | 76     | + 8.57 s      | 11            | 4     |
| 4   | 7  | John Watson            | McLaren - Ford       | 76     | + 41.31 s     | 14            | 3     |
| 5   | 25 | Patrick Depailler      | Ligier - Ford        | 75     | Motor         | 3             | 2     |
| 6   | 30 | Jochen Mass            | Arrows - Ford        | 69     | + 7 Voltes    | 8             | 1     |
| Ret | 6  | Nelson Piquet          | Brabham - Alfa Romeo | 68     | Transmissió   | 18            |       |
| NC  | 15 | Jean-Pierre Jabouille  | Renault              | 68     | + 8 Voltes    | 20            |       |
| Ret | 26 | Jacques Laffite        | Ligier - Ford        | 55     | Caixa canvi   | 5             |       |
| Ret | 12 | Gilles Villeneuve      | Ferrari              | 54     | Transmissió   | 2             |       |
| Ret | 27 | Alan Jones             | Williams - Ford      | 43     | Direcció      | 9             |       |
| Ret | 4  | Jean-Pierre Jarier     | Tyrrell - Ford       | 34     | Suspensions   | 6             |       |
| Ret | 9  | Hans Joachim Stuck     | ATS - Ford           | 30     | Rodes         | 12            |       |
| Ret | 5  | Niki Lauda             | Brabham - Alfa Romeo | 21     | Accident      | 4             |       |
| Ret | 3  | Didier Pironi          | Tyrrell - Ford       | 21     | Accident      | 7             |       |
| Ret | 1  | Mario Andretti         | Lotus - Ford         | 21     | Suspensions   | 13            |       |
| Ret | 14 | Emerson Fittipaldi     | Fittipaldi - Ford    | 17     | Motor         | 17            |       |
| Ret | 16 | René Arnoux            | Renault              | 8      | Accident      | 19            |       |
| Ret | 20 | James Hunt             | Wolf - Ford          | 4      | Transmissió   | 10            |       |
| Ret | 29 | Riccardo Patrese       | Arrows - Ford        | 4      | Suspensions   | 15            |       |
| NVQ | 18 | Elio de Angelis        | Shadow - Ford        |        |               |               |       |
| NVQ | 8  | Patrick Tambay         | McLaren - Ford       |        |               |               |       |
| NVQ | 17 | Jan Lammers            | Shadow - Ford        |        |               |               |       |
| NVQ | 22 | Derek Daly             | Ensign - Ford        |        |               |               |       |
| NVQ | 24 | Gianfranco Brancatelli | Merzario - Ford      |        |               |               |       |

## Altres
- Pole: Jody Scheckter 1' 26. 45
- Volta ràpida: Patrick Depailler 1' 28. 82 (a la volta 69)